# الشارب الأحرش
الشارب الأحرش هي قرية حديثة تقع غربي ولاية قبلي وقد ظهرت في الثمانينات. ويعتمد سكانها على غراسة النخيل وأساسا منه الدقلة.